# Svolvær
Svolvær ( Svolvar, sans le "æ") est le centre administratif de la commune de Vågan situé sur les Îles Lofoten, dans le comté du Nordland en Norvège. Cette petite ville d'à peu près 4197 habitants (au 1er janvier 2005) est le point de départ favori pour les touristes visitant les îles.

## Climat
Abritée par des montagnes au nord et à l'ouest, Svolvær et ses environs connaissent moins de brouillard et les températures estivales y sont plus élevées que dans la partie ouest des Lofoten, mais ses montagnes sont néanmoins à l'origine des précipitations orographiques les jours pluvieux. (Infos météo). Quant à la montagne Svolværgeita, elle fut gravie pour la première fois en 1910.

## Économie
Près de 200 000 touristes visitent Svolvær chaque année. Un aéroport régional se situe à proximité de la ville, et celle-ci constitue aussi un port d'escale pour le service maritime Hurtigruten. Il y a entre autres des liaisons maritimes express avec Bodø et Narvik. Une époustouflante traversée en bateau pneumatique au départ de Svolvær est par ailleurs possible.

## Histoire
Le conglomérat d'habitations dans le nord de la Norvège, Vågar, était situé autour de l'étroit port naturel près de Svolvær. Vågar est mentionné dans le Heimskringla, et a dû s'établir dès les années 800. Svolvær a reçu le statut et les droits des communes en 1918, mais cela fut suspendu avec le rassemblement de plusieurs municipalités voisines en 1964. Elle a finalement été déclarée commune en 1996.
Une des premières églises de la Norvège septentrionale a sûrement été bâtie ici, il y a environ 900 ans. L'église actuelle est la Lofotkatedralen.

## Personnalités liées à la commune
- Ellen Einan (1931-2013), poétesse et illustratrice norvégienne
- Mathias Normann (1996-), footballeur norvégien né à Svolvær

## Quelques vues de Svolvær

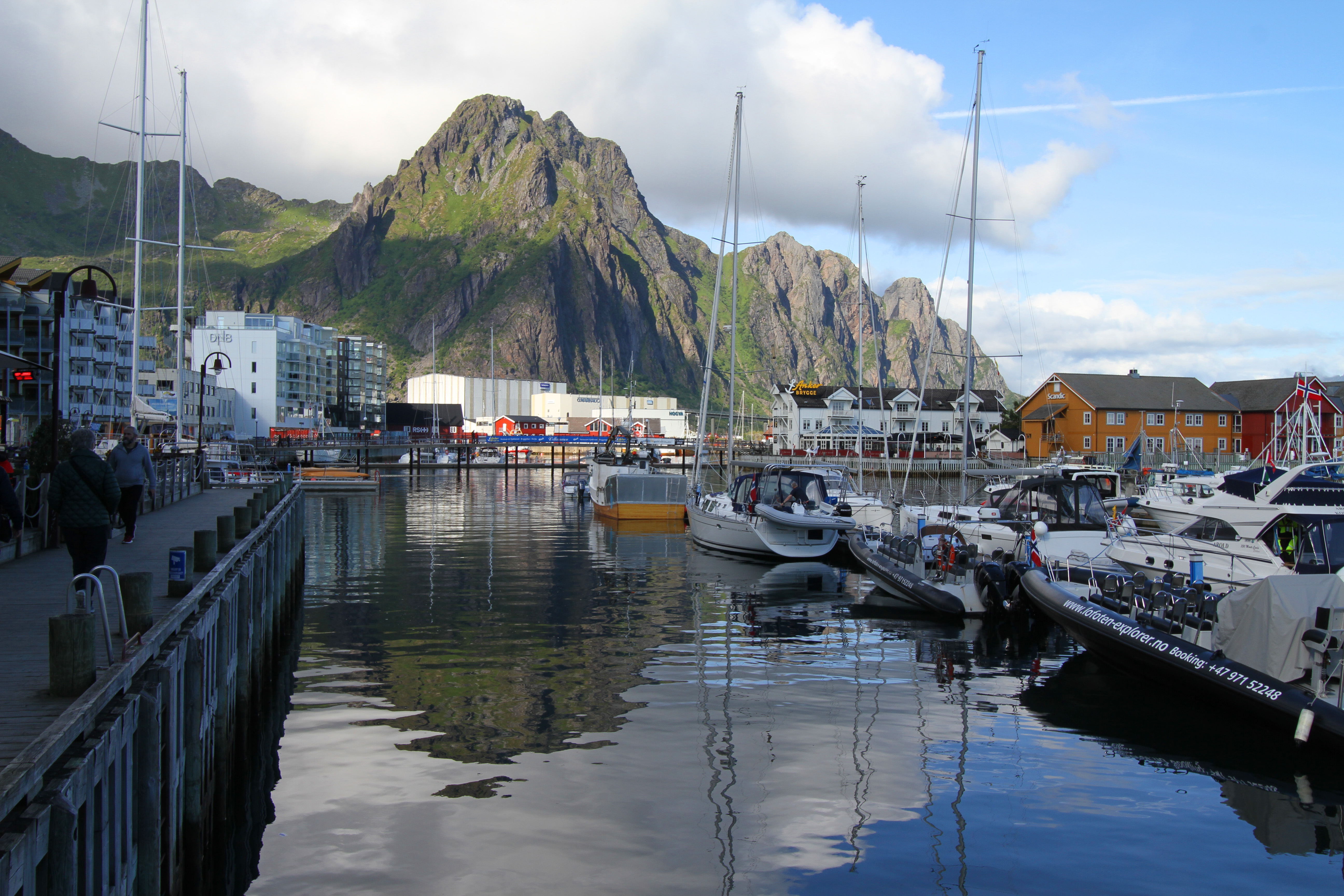
Le port de Svolvær.
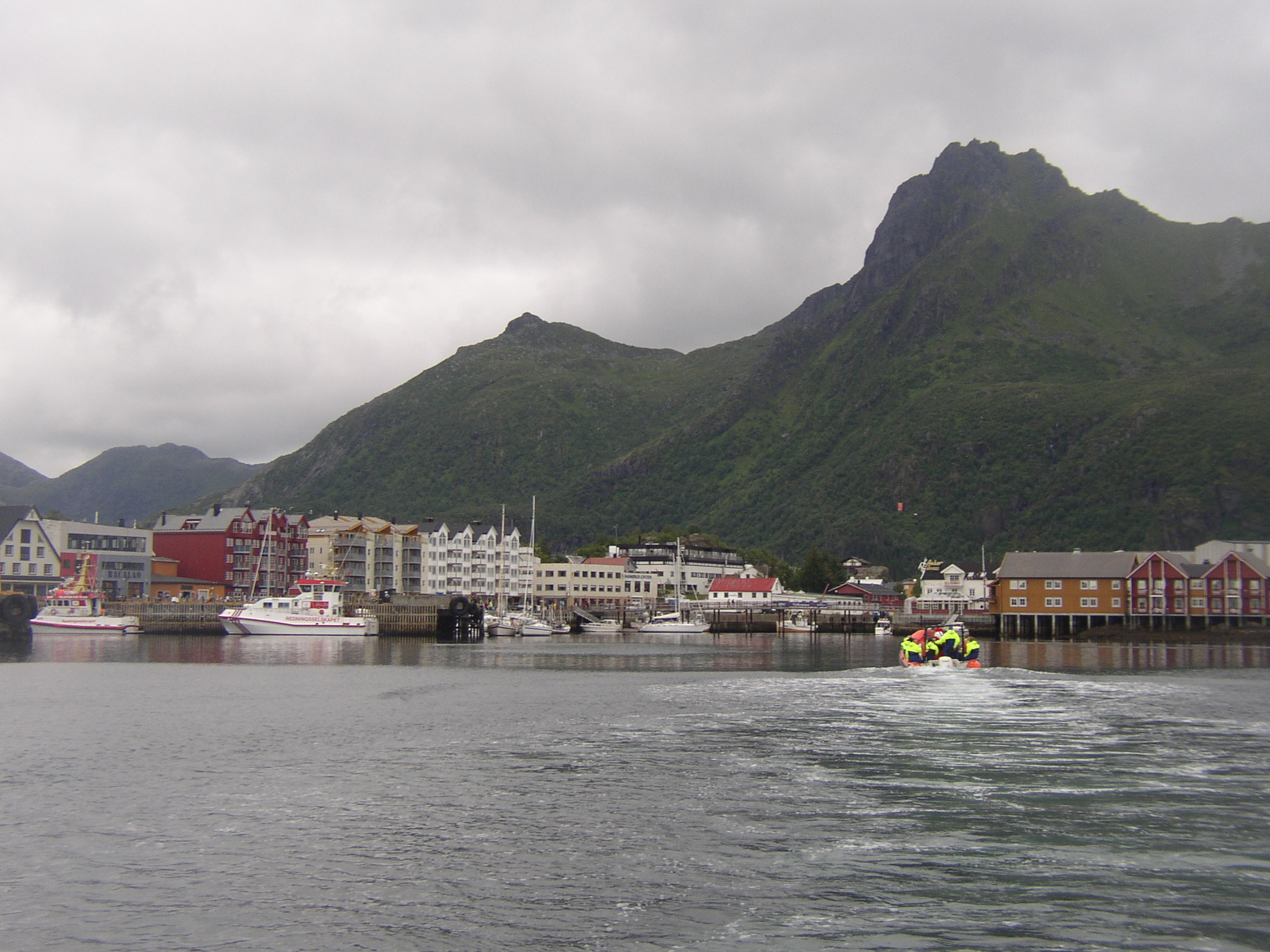
Svolvær vu depuis le large.
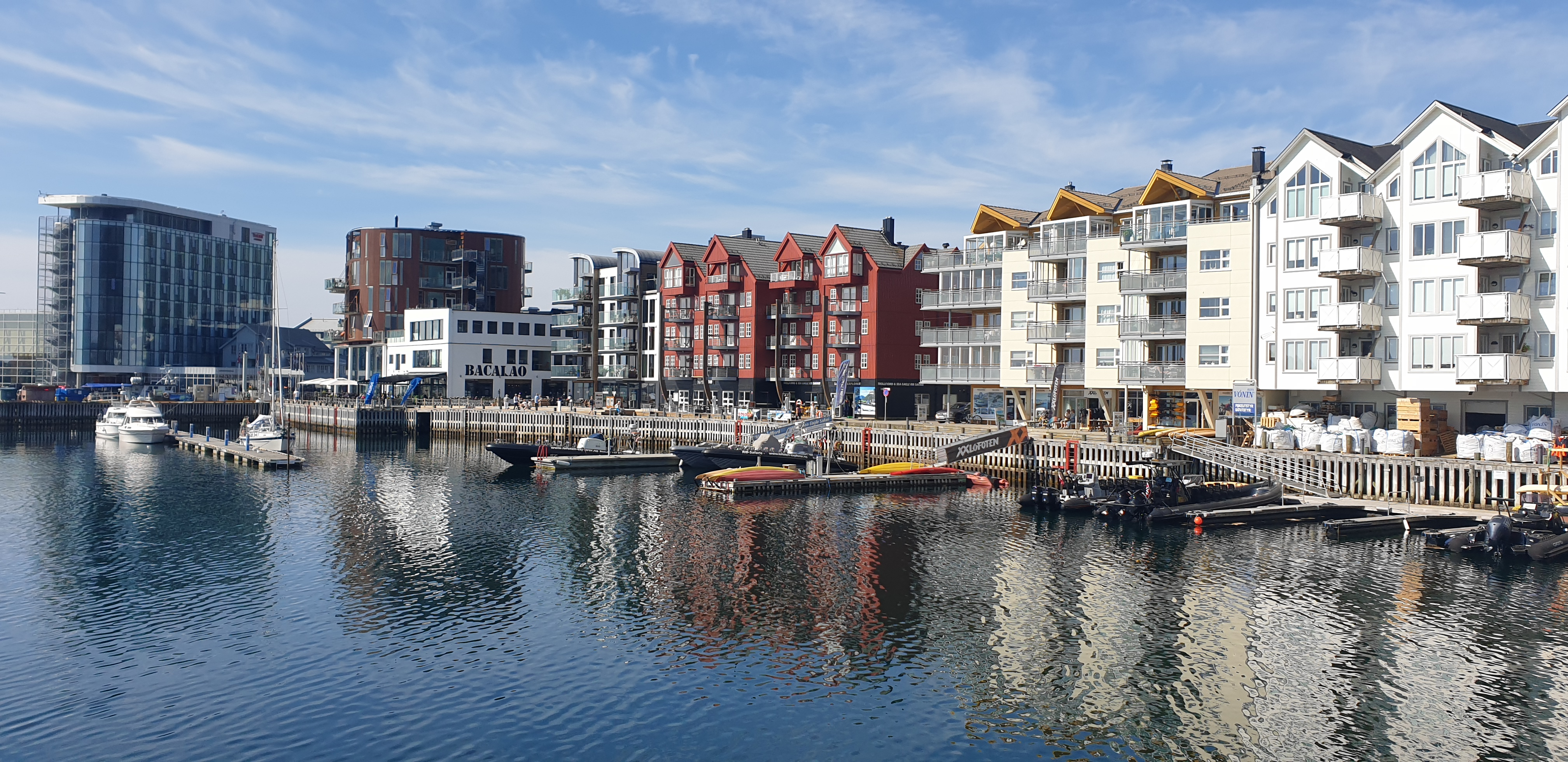
Torgate,quais de Svolvær.